# Slot Oranienstein
Het slot Oranienstein, gelegen op een kalkrots bij Diez an der Lahn in de Duitse deelstaat Rijnland-Palts, is een van de vier kastelen van de familie Oranje-Nassau die op Duits grondgebied werden gebouwd. Evenals de andere kastelen werd ook dit slot genoemd naar Willem van Oranje. De andere kastelen zijn:
- Slot Oranienburg, bij Oranienburg
- Slot Oranienbaum, bij Oranienbaum
- Slot Oranienhof, bij Kreuznach (dit kasteel bestaat niet meer, gebouwd door Maria van Nassau)

## Geschiedenis
Het kasteel werd in de jaren 1672-1684 gebouwd op initiatief van Albertine Agnes van Nassau, die in die tijd voogd was van haar minderjarige zoon Hendrik Casimir II. Het kasteel werd gebouwd op de ruïnes van een Benedictijnerklooster. Bij het kasteel liet zij een kapel bouwen, waarvan de muur- en plafondschilderingen van de hand van Jan van Dyck waren.
Door Henriëtte Amalia van Anhalt-Dessau werd het kasteel omgebouwd zoals het nu te zien is. Voor de verbouwing in barokstijl werd de naar Nederland uitgeweken Franse architect, Daniël Marot, in de arm genomen. Na de verbouwing telde het kasteel in totaal 318 kamers.
De tuinen rondom het kasteel werden aangelegd op initiatief van prins Willem V, die daar als banneling woonde van 1801-1806. In december 1801 verzond hij vanaf hier de Brieven van Oranienstein aan 15 prinsgezinde oud-regenten van de oude Republiek, die hij adviseerde om zich niet langer aan het staatsbestuur te onttrekken (waarmee hij zijn instructies in Brieven van Kew deels ongedaan maakte). Hij en zijn zoon erkenden ook de Bataafse Republiek en deden afstand van hun erfstadhouderschap. Dit was een voorwaarde die Napoleon Bonaparte had gesteld voor compensatie voor het verlies van zijn bezittingen in de Nederlanden.
Toen prins Willem VI, de latere koning Willem I, weigerde toe te treden tot de Rijnbond, werd het kasteel door Napoleon in beslag genomen en de inboedel per opbod verkocht. Na het Congres van Wenen kwam het kasteel in handen van Pruisen. Toen de Pruisische regering er in 1866 een psychiatrische inrichting in wilde herbergen, stuitte dit op verzet van het Nederlands koningshuis, waarna besloten werd er een school voor cadetten van te maken.
Na de Eerste Wereldoorlog, bij de bezetting van het Rijnland door de Fransen, werd het kasteel gebruikt door het Franse leger. Op aandrang van de Nederlandse regering werd het kasteel in 1929 teruggegeven aan Duitsland. Vanaf 1934 vestigde de NSDAP er een vormingsinstituut. Het in het kasteel aanwezige Nassau-museum werd in 1940 demonstratief verwijderd uit het gebouw.
Na de Tweede Wereldoorlog, nadat het eerst weer in handen van Frankrijk was geweest, werd het kasteel gebruikt door het Duitse leger. Ook bevindt zich hier weer een Oranje-Nassau museum.

## Slotvrouwen
- Albertine Agnes: Om haar gezag over het gebied te doen laten gelden verbood zij de plaatselijke bevolking om drinkgelagen te organiseren en stelde zij tevens een verbod in op het folteren en verbranden van heksen. Tevens riep zij op tot het bijwonen van de kerkdienst iedere zondag en zelfs doordeweeks. Zij werd ook verantwoordelijk voor de aanstelling van een dokter en gratis apotheek.
- Henriëtte Amalia: De verbouwingen aan het slot zorgden ervoor, dat bij haar overlijden haar dochters opgezadeld zaten met hoge schulden. In 1738 werden de dochters genoodzaakt via een openbare veiling stukken uit het paleis te verkopen, om zodoende te kunnen voldoen aan hun schuldeisers. Hierdoor gingen veel stukken verloren, met uitzondering van de familieportretten: die werden aangekocht door hun neef Willem IV.

## Museum
In 2008 is er een nieuw concept ontwikkeld voor de tentoonstellingsruimtes van het Oranje-Nassau-museum. Nadat in december 2008 er voldoende financiële ruimte is gevonden, wordt dit concept in de eerste helft van 2009 uitgevoerd.